# Nois
Nois (llamada oficialmente San Xiao de Nois) es una parroquia y un lugar español del municipio de Foz, en la provincia de Lugo, Galicia.

## Otras denominaciones
La parroquia también es conocida por el nombre de San Xulián de Nois.

## Etimología
Este topónimo está ya documentado como "Noys" en 1096. Su etimología derivaría de la forma paleoeuropea *noigw-ins, de la raíz indoeuropea *neigw- 'lavar', la misma que para los topónimos "Noya".

## Organización territorial
La parroquia está formada por seis entidades de población, constando tres de ellas en el nomenclátor del Instituto Nacional de Estadística español:
- Barrosa (A Barrosa)
- Brea
- Cabanas
- Carpacide
- Fondo (Fondo de Nois)(Nois)*
- Trasmonte (Trasmonte das Chousas)

## Demografía

### Parroquia
| Gráfica de evolución demográfica de Nois (parroquia) entre 2000 y 2019 |
|                                                                        |
| Datos según el nomenclátor publicado por el INE.                       |

### Lugar
| Gráfica de evolución demográfica de Nois (lugar) entre 2000 y 2019 |
|                                                                    |
| Datos según el nomenclátor publicado por el INE.                   |